# آدم نجم
آدم نجم (بالإنجليزية: Adam Najem)‏ هو لاعب كرة قدم أمريكي وأفغاني في مركز الوسط، ولد في 19 يناير 1995 في Wayne, New Jersey ‏ في الولايات المتحدة. شارك مع منتخب أفغانستان لكرة القدم. أما مع النوادي، فقد لعب مع بثلهام ستييل وفيلادلفيا يونيون وممفيس 901.

## وصلات خارجية
- آدم نجم على موقع الدوري الأمريكي (الإنجليزية)
- آدم نجم على موقع قاعدة بيانات كرة القدم.إي يو (الإنجليزية)
- آدم نجم على موقع ناشيونال فوتبول تيمز (الإنجليزية)
- آدم نجم على موقع Soccerbase.com (لاعب) (الإنجليزية)
- آدم نجم على موقع Soccerway.com (الإنجليزية)
- آدم نجم على موقع عالم كرة القدم.نت (الإنجليزية)
- آدم نجم على موقع GSA (الإنجليزية)